# Tomba di Ursina Castiglioni
La Tomba di Ursina Castiglioni è una lastra lapidea conservata nel chiostrino del Museo del  Duomo di Monza.

## Storia
Datata al secondo quarto del XV secolo, questa tipica lastra tombale era collocata nel pavimento del Duomo presso l'altare del Crocifisso, in prossimità della Cantoria.
Ursina Castiglioni, che morì il 1º febbraio 1433, era forse imparentata con Giacomo Castiglioni, che fu governatore di Monza negli stessi anni.

## Descrizione
Il rilievo è consumato dal secolare calpestìo, ma consente ancora di leggere chiaramente la figura femminile che indossa una lunga veste con un'alta cintura ed un mantello. 
Il capo, con acconciatura a bulbo, appoggia su di un cuscino con quattro fiocchi agli angoli. 
La figura è chiusa in un arco ogivale ai lati del quale sono scolpiti due stemmi gentilizi.